# Liesel Carritt
Ruth-Liesel (Liesel) Carritt, geborene Mottek (andere Schreibweisen: Hidden-Mottek) (* 20. Oktober 1912 in Königsberg, Ostpreußen; † 13. September 1982 in Leipzig) war eine deutsch-britische Lehrerin und Übersetzerin, die nach England emigrierte, während des Spanischen Bürgerkriegs an der Seite der Internationalen Brigaden gegen den Faschismus kämpfte und nach dem Zweiten Weltkrieg in der DDR als Lehrerin und Dolmetscherin tätig war.

## Leben

### Jugend und Familie
Unter dem Namen Ruth-Liesel Mottek war sie Mitglied einer großen deutsch-jüdischen Familie. Ihr Vater war der Journalist Heinrik (Heinz) Mottek, ehemaliger Chefredakteur der größten liberalen Zeitung der Weimarer Republik, der Frankfurter Zeitung. Als Jugendliche wurde Carritt Kommunistin und trat der Kommunistischen Partei Deutschlands bei.

### Flucht aus Deutschland nach England
1932 emigrierte sie mit ihrer Familie nach Oxford in England, um der Verfolgung durch die Nationalsozialisten zu entgehen. Nach dem britischen Ausländergesetz von 1905 (mit dem die jüdische Einwanderung gestoppt werden sollte) durften Flüchtlinge nur dann in das Vereinigte Königreich einreisen, wenn sie ihre finanzielle Sicherheit gewährleisten konnten und dem Staat nicht zur Last fielen. Diese finanzielle Bürgschaft wurde der Familie Mottek von einem in Summertown im Norden Oxfords lebenden Arzt gewährt. Später erhielt die Familie finanzielle Unterstützung durch den Universitätsprofessor Edgar Carritt von der in Oxford ansässigen Familie Carritt, deren Mitglieder in Boars Hill lebten und die für ihre prokommunistische und antifaschistische Überzeugung bekannt waren. Trotz der Aufnahme durch einen örtlichen Arzt und die Familie Carritt wurde die Familie Mottek von den Einwohnern Oxfords nicht durchweg positiv aufgenommen, so malten Unbekannte Nazi-Hakenkreuze an die Eingangstür von Liesels Vater.

### Heirat mit Noel Carritt

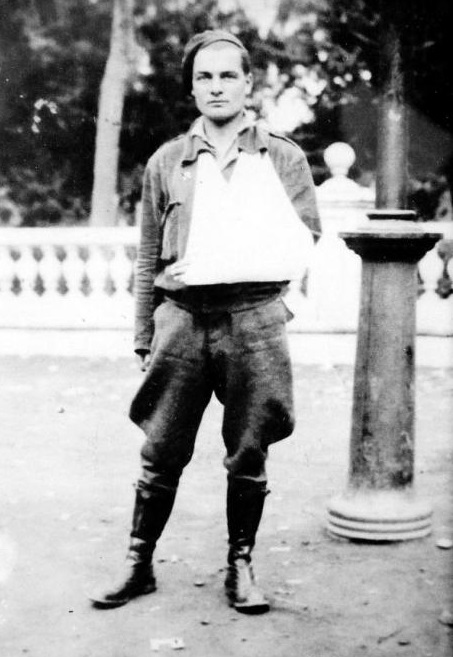
Liesels Ehemann Noel Carritt, fotografiert nach einer Verwundung im Spanischen Bürgerkrieg

Durch ihre offen prokommunistische Überzeugung und ihre Mitgliedschaft in der Kommunistischen Partei Deutschlands lief sie Gefahr, von der britischen Regierung wieder nach Deutschland deportiert zu werden und in die Hände der Nationalsozialisten zu geraten. Um der Deportation zu entgehen, heiratete Liesel Carritt 1933 den jungen kommunistischen Aktivisten Noel Carritt, einen Sohn von Edgar Carritt. Obwohl es sich bei der Ehe um eine Vernunftehe handelte, entwickelten beide doch Zuneigung zueinander.
Im Sommer 1935 schlossen sich Liesel und Noel einer Gruppe linker Studenten an, die am 11. August von London aus an Bord des russischen Schiffes „Smolny“ in die Sowjetunion reisten. Eine Kopie der Passagierliste wurde am 13. August vom MI5 sichergestellt. Nach seiner Rückkehr ins Vereinigte Königreich wurde Noel Lehrer in Sheffield, und es wird vermutet, dass Liesel sich ihm dort angeschlossen hat.

### Spanischer Bürgerkrieg
1936 begann das spanische Militär unter der Führung des Faschistenführers Francisco Franco und mit Unterstützung von Adolf Hitler und Benito Mussolini den Spanischen Bürgerkrieg (1936–1939), um die republikanische Regierung Spaniens zu stürzen. Um den Kampf gegen Franco zu unterstützen, wurden die Internationalen Brigaden gegründet, die antifaschistische Freiwillige aus der ganzen Welt rekrutierten, um gegen den Faschismus zu kämpfen und die spanische republikanische Regierung zu verteidigen.
Im Jahr 1936 reiste Liesel nach Spanien, um die republikanische Regierung gegen die faschistischen Kräfte zu verteidigen. Noch vor der Gründung der Internationalen Brigaden schloss sie sich der republikanischen Miliz an und kämpfte als Soldatin an der Seite der Thälmann-Kolonne an der Front gegen die faschistischen Truppen an der Huesca-Front bei Tardienta in der Nähe von Aragon. Nach der Gründung der Internationalen Brigaden beschloss die spanische Regierung, dass Frauen nicht an der Front kämpfen sollten, und so wurde Liesel stattdessen Übersetzerin und arbeitete in verschiedenen Verwaltungsfunktionen.
Später schlossen sich Liesels Ehemann Noel und sein Bruder Anthony Carritt an, der den Krieg nicht überlebte. Liesel und Noel liefen sich während des Krieges nicht oft über den Weg, und ihre Beziehung ging auseinander, obwohl sie sich weiterhin freundschaftlich verbunden fühlten. Während des Krieges begann Liesel eine Liebesaffäre mit dem Kommandanten Dave Springhall, der später von den Briten verhaftet und der Spionage angeklagt wurde. Als Liesel sich ohne Erlaubnis nach Barcelona beurlauben ließ, schrieb Noel an die Behörden der Internationalen Brigade und bat um Nachsicht, was anscheinend gelang, da Liesel nicht bestraft wurde.

### Späteres Leben
Nach ihrem Dienst bei den Internationalen Brigaden in Spanien kehrte Liesel nach Großbritannien zurück, genaue Einzelheiten ihres Lebens nach dem Bürgerkrieg sind jedoch nicht gut dokumentiert. Im Jahr 1941 ließen sich Liesel und Noel Carritt scheiden, und Noel heiratete noch im selben Jahr eine andere Frau. Im Jahr 1947 heiratete Liesel den Schriftsteller Norman Hidden, doch die Beziehung hielt nicht lange. 1954 zog Liesel in die DDR nach Leipzig, wo sie als Dolmetscherin und Lehrerin tätig war. Aus nicht bekannten Gründen wurde ihr die Mitgliedschaft in der Sozialistischen Einheitspartei der DDR verwehrt, was sie sehr enttäuschte. Historiker vermuten, dass sie im Laufe ihres Lebens mehrfach psychisch erkrankte. Die genauen Einzelheiten ihres Lebens sind noch immer Gegenstand von Untersuchungen durch Historiker, wobei die meisten Details über ihr Leben erst in den späten 2010er und frühen 2020er Jahren entdeckt wurden.

## Gedenken

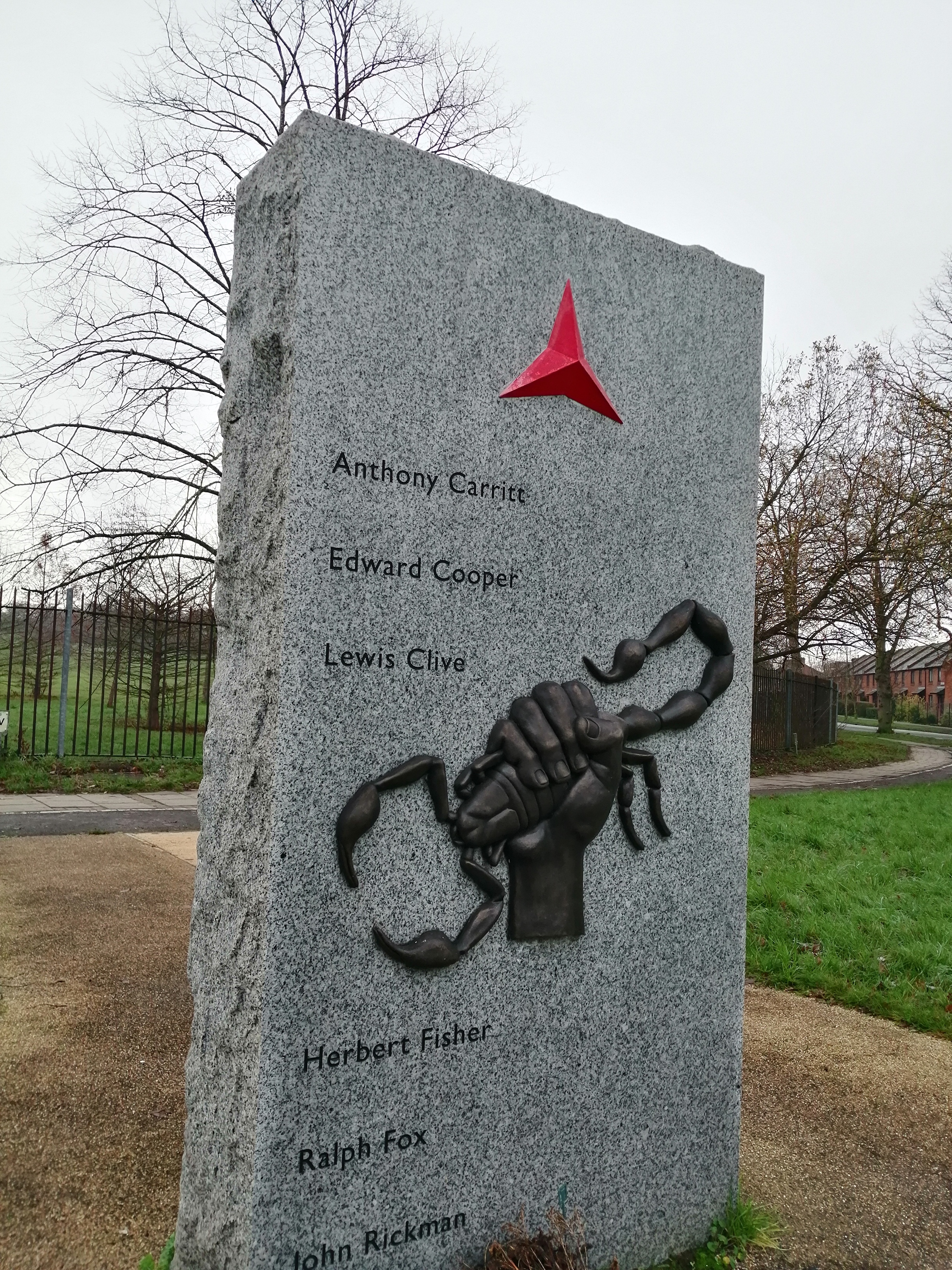
Oxford Spanish Civil War Memorial

In den frühen 2010er Jahren versuchten Historiker, so viele Personen wie möglich zu identifizieren, die eine Verbindung zu Oxfordshire hatten und während des Spanischen Bürgerkriegs gegen den Faschismus kämpften. Das Ergebnis war das Buch No Other Way (Kein anderer Weg), in dem 31 solcher Personen mit Verbindungen zu Oxfordshire identifiziert wurden. Die Gewinne aus dem Buch flossen in die Finanzierung der Errichtung des Oxford Spanish Civil War Memorial (Gedenkstätte für den Spanischen Bürgerkrieg). Die Kampagne wurde von Noel Carritts Sohn Collin Carritt geleitet. Liesel Carritt war jedoch nicht unter den 31 identifizierten Freiwilligen. Daraufhin wurde eine Korrektur auf die Website des Oxford International Brigade Memorial Committee hochgeladen, die eine kleine Biografie von Liesel unter den anderen bekannten Freiwilligen enthielt.